# Jesper Søndergaard Thybo
Jesper Søndergaard Thybo (Nascut el 10 de gener de 1999) és un jugador d'escacs danès, que té el títol de Gran Mestre des de 2020.

## Biografia
Jesper Søndergaard Thybo ha representat Dinamarca diverses vegades en diferents categories d'edats als Campionats d'Europa d'escacs de la joventut i Campionats del món d'escacs de la joventut. Va guanyar medalla d'or el 2017 a l'Europeu juvenil en la categoria sub-18.
El 2016, va guanyar el Campionat Nòrdic Juvenil. El 2017, a Jūrmala Thybo va fer la seva primera norma de Mestre Internacional. Al 2017 va quedar en tercera posició en el Campionat d'escacs de Dinamarca. Ha competit dos cops representant Dinamarca a les Olimpíades Sub-16 (2012, 2014). El 2019, Thybo va guanyar el torneig Chess House GM a Aarhus amb 7/9 punts. L'agost de 2019 fou tercer a l'Obert d'Escacs d'Andorra (el campió fou Maxime Lagarde).
Thybo també ha representat Dinamarca als Campionats d'Europa per equips, el 2017, a Creta, al segon tauler (+1, =6, -1).